# Nidovirales
Nidovirales je red virusa s životinjskim i ljudskim domaćinima. Red uključuje obitelji Coronaviridae, Arteriviridae,Roniviridae i Mesoniviridae.
Nidovirusi su jednolančani RNK virusi s pozitivnim osjećajem. Nazvani su latinskim Nidus, što znači gnijezdo, jer svi virusi ovog reda stvaraju 3 'ko-terminalni ugniježđen skup subgenomskih mRNK tijekom infekcije.

## Virologija
Red Nidovirales sastoji se od virusa koji imaju jednolančane RNK genoma s pozitivnim osjećajem. Virusi pripadaju grupi IV baltimorskog klasifikacijskog sustava. Kao genomi pozitivnog smisla, virusi mogu koristiti neke proteinske stanice domaćina tijekom replikacije i ekspresije gena koji se događaju u citoplazmi stanice domaćina.

## Genom
Ovaj redoslijed virusa može se razlikovati od ostalih RNK virusa po konstalaciji sedam sačuvanih domena - 5'-TM2-3CLpro-TM3-RdRp-Zm-HEL1-NendoU-3'- pri čemu su prva tri kodirana u ORF1a, a preostali četiri u ORF1b. TM2 i TM3 i transmembranske domene; RdRp je RNA polimeraza; Zm je domena vezanja Zn-klastera pripojena helikazom (HEL1); 3CLpro je 3C slična proteaza; a NendoU je endridukleaza specifična za uridilat. 3CLpro ima katalitičku dijagnozu His-Cys, a koristi se i kao glavna proteinaza koronavirusa SARS-a.

## Taksonomija
Poredak Nidovirales može se podijeliti u dva sloja, ovisno o veličini genoma: oni s velikim genima (26,3–31,7 kilobaza) koji uključuju Coronaviridae i Roniviridae (veliki nidovirusi) i oni s malim genomima (mali nidovirusi) -a klada koja uključuje udaljeno srodne Arteriviridae (12,7–15,7 kb). Veliki nidovirusi kodiraju i 2'-O-metiltransferazu i 3'-5 'eksoribonukleazu (ExoN) - potonji su vrlo neuobičajeni za RNK virus. Oni također kodiraju superamiljenu 1 helikazu, specifičnu za uridilat endonukleazu (enzim jedinstven za nidoviruse) i nekoliko proteaza.